# Catenosubulispora honiaraensis
Catenosubulispora honiaraensis är en svampart som beskrevs av Matsush. 1971. Catenosubulispora honiaraensis ingår i släktet Catenosubulispora, divisionen sporsäcksvampar och riket svampar.   Inga underarter finns listade i Catalogue of Life.